# Garovaglia subelegans
Garovaglia subelegans là một loài Rêu trong họ Pterobryaceae. Loài này được Broth. miêu tả khoa học đầu tiên năm 1900.